# Chanay
Chanay är en kommun i departementet Ain i regionen Auvergne-Rhône-Alpes i östra Frankrike. Kommunen ligger  i kantonen Seyssel som ligger i arrondissementet Belley. Kommunens areal är 18,1 km². År 2022 hade Chanay 595 invånare.

## Befolkningsutveckling
Antalet invånare i kommunen Chanay
Referens: INSEE